# Lebern (huyện)

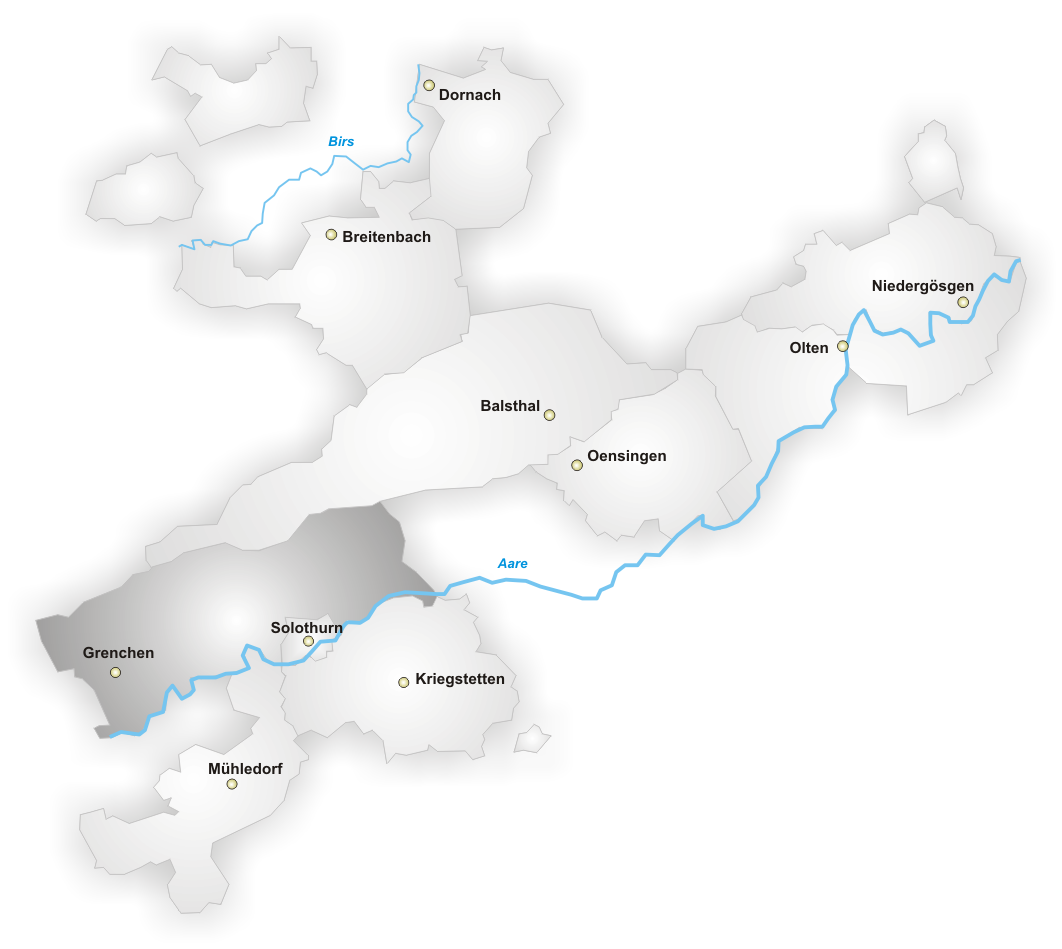
Huyện Lebern, canton of Solothurn

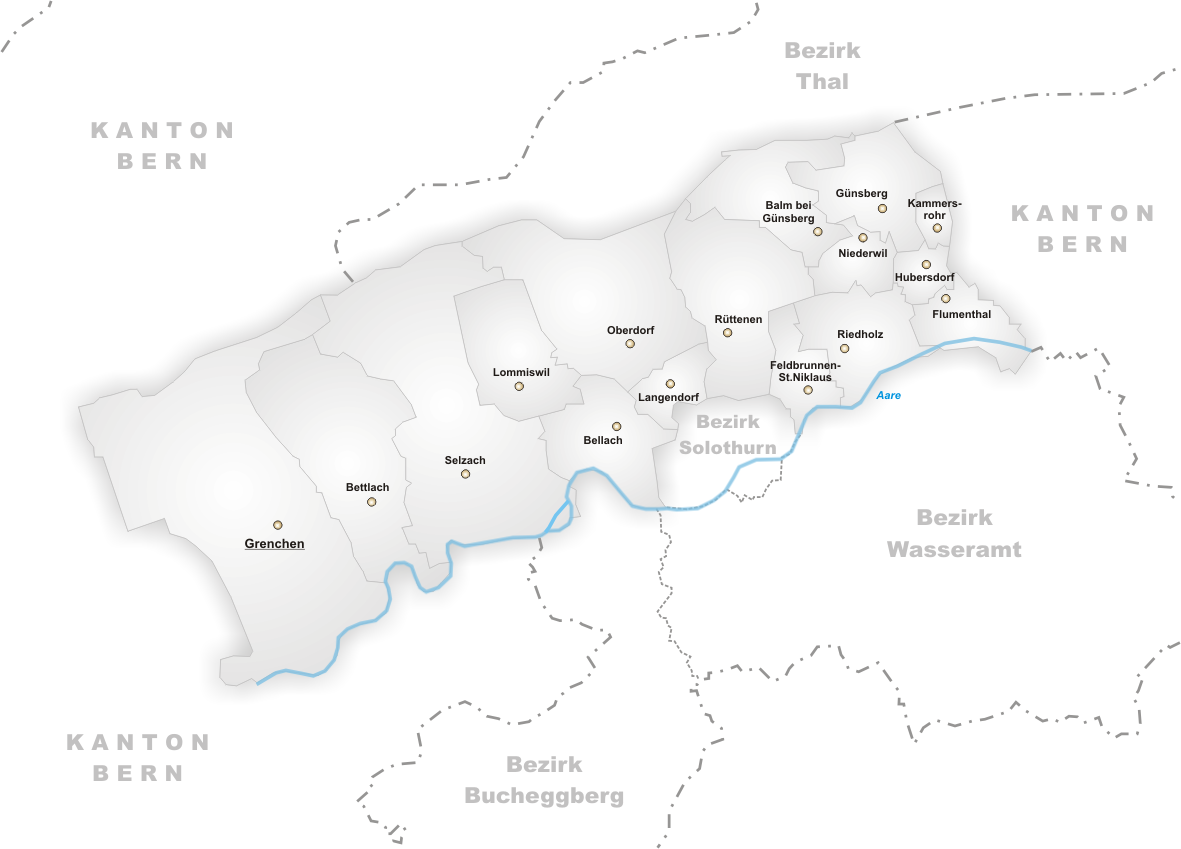
Các đô thị của Lebern

Lebern là một trong 10 huyện thuộc bang Solothurn, Thụy Sĩ, tọa lạc ở phía tây bang. Cùng với thành phố Solothurn, huyện này tạo nên Amtei (khu vực bầu cử) Solothurn-Lebern.
Lebern có các đô thị sau:
| Huy hiệu                | Đô thị                  | Dân số (12/2005) | Diện tích, km² |
| ----------------------- | ----------------------- | ---------------- | -------------- |
| Balm bei Günsberg       | Balm bei Günsberg       | 209              | 5,46           |
| Bellach                 | Bellach                 | 5079             | 5,28           |
| Bettlach                | Bettlach                | 4775             | 12,20          |
| Feldbrunnen-St. Niklaus | Feldbrunnen-St. Niklaus | 869              | 2,47           |
| Flumenthal              | Flumenthal              | 999              | 3,09           |
| Grenchen                | Grenchen                | 15,951           | 26.08          |
| Günsberg                | Günsberg                | 1129             | 5,28           |
| Hubersdorf              | Hubersdorf              | 655              | 1,40           |
| Kammersrohr             | Kammersrohr             | 40               | 0.94           |
| Langendorf              | Langendorf              | 3523             | 1,93           |
| Lommiswil               | Lommiswil               | 1458             | 5,76           |
| Niederwil SO            | Niederwil               | 361              | 2,28           |
| Oberdorf SO             | Oberdorf                | 1678             | 11,94          |
| Riedholz                | Riedholz                | 1607             | 4,92           |
| Rüttenen                | Rüttenen                | 1400             | 8,80           |
| Selzach                 | Selzach                 | 2918             | 19,51          |
|                         | Total                   | 42,651           | 117.34         |

Bản mẫu:Districts of the canton of Solothurn